# Michał Chałbiński
Michał Bolesław Chałbiński (ur. 16 października 1976 w Jastrzębiu-Zdroju) – polski piłkarz, który występował na pozycji napastnika.